# Alteck
Alteck är en bergstopp i Österrike.   Den ligger i distriktet Spittal an der Drau och förbundslandet Kärnten, i den centrala delen av landet, 290 kilometer sydväst om huvudstaden Wien. Toppen på Alteck är 2 915 meter över havet, eller 94 meter över den omgivande terrängen. Bredden vid basen är 0,65 km.
Terrängen runt Alteck är bergig norrut, men söderut är den kuperad. Närmaste större samhälle är Bad Gastein, 14,4 kilometer nordost om Alteck. 
Trakten runt Alteck består i huvudsak av gräsmarker. Runt Alteck är det ganska glesbefolkat, med 29 invånare per kvadratkilometer.